# ويليام دبليو. إيفانز
ويليام دبليو. إيفانز (بالإنجليزية: William W. Evans)‏ هو لاعب كرة قدم أمريكية ومحامي وضابط أمريكي، ولد في 1908، وتوفي في 18 أغسطس 1963.